# Ševica
Ševica (en serbe cyrillique : Шевица) est un village de Serbie situé dans la municipalité de Kučevo, district de Braničevo. Au recensement de 2011, il comptait 671 habitants.

## Démographie

### Évolution historique de la population
| 1948  | 1953  | 1961  | 1971  | 1981  | 1991  | 2002 | 2011 |
| ----- | ----- | ----- | ----- | ----- | ----- | ---- | ---- |
| 1 322 | 1 393 | 1 411 | 1 325 | 1 249 | 1 157 | 809  | 671  |

|  |